# سوایر
سوایر (به انگلیسی: Swyre) یک روستا و محله مدنی در بریتانیا است که در West Dorset واقع شده‌است. سوایر ۱۰۲ نفر جمعیت دارد.